# Shout Out to My Ex
«Shout Out to My Ex» (с англ. — «Обращение к моему бывшему») — песня, записанная британской поп-группой Little Mix в качестве лид-сингла для их четвёртого студийного альбома Glory Days (2016). Впервые была представлена публике в эфире популярного шоу «X Factor» 16 октября 2016 года. Тогда же и состоялась официальная премьера сингла. Песня написана Edvard Førre Erfjord, Генрихом Милченсеном, Камиллой Пурсел, Йеном Джеймсом и всеми участницами группы.

## Восприятие критиков
Рейчел Сонис из «Idolator» описала песню как «прощальный гимн во всей красе», и подчеркнула, что она чувствуется как «уверенное возвращение для группы».

## Позиции в чартах
Песня дебютировала с вершины хит-парада UK Singles Chart, став четвёртым № 1 в карьере группы (после «Cannonball» (2011), «Wings» (2012), «Black Magic» (2015)). В США сингл дебютировал с 4 места в чарте Bubbling Under Hot 100.

## Музыкальное видео
Премьера музыкального клипа состоялась 21 октября 2016 года на видеохостинге «VEVO».

## Чарты
| Чарт (2016)                            | Пиковая позиция |
| -------------------------------------- | --------------- |
| Australia (ARIA)                       | 16              |
| Австрия (Ö3 Austria Top 40)            | 45              |
| Германия (GfK)                         | 98              |
| Ирландия (IRMA)                        | 6               |
| Italy (FIMI)                           | 82              |
| Нидерланды (Single Top 100)            | 96              |
| New Zealand (Recorded Music NZ)        | 31              |
| Шотландия (OCC Scotland)               | 1               |
| Швейцария (Schweizer Hitparade)        | 69              |
| Великобритания (OCC UK Singles)        | 1               |
| США (Billboard Bubbling Under Hot 100) | 4               |

## Сертификации
| Регион | Сертификация  | Продажи   |
| --- | ------------- | --------- |
| Австралия (ARIA) | 3× Платиновый | 210 000   |
| Бельгия (BEA) | Золотой       | 10 000    |
| Бразилия (ABPD) | 3× Платиновый | 180 000   |
| Канада (Music Canada) | Платиновый    | 80 000    |
| Дания (IFPI Danmark) | Платиновый    | 90 000    |
| Ирландия (IRMA) | 2× Платиновый | 30 000^   |
| Италия (FIMI) | Золотой       | 25 000    |
| Новая Зеландия (RMNZ) | Золотой       | 15 000    |
| Польша (ZPAV) | Золотой       | 10 000    |
| Великобритания (BPI) | 3× Платиновый | 1,800,000 |
| * Данные о продажах приведены только на основе сертификации. · ^ Данные о тиражах приведены только на основе сертификации. · Данные о продажах + прослушиваниях приведены только на основе сертификации. |               |           |